# Les clairons sonnent la charge
Pour les articles homonymes, voir Clairon (homonymie).
Les clairons sonnent la charge (titre original : Bugles in the Afternoon) est un film américain réalisé par Roy Rowland, sorti en 1952.

## Fiche technique
- Titre original : Bugles in the Afternoon
- Titre français : Les clairons sonnent la charge
- Réalisation : Roy Rowland
- Scénario : Daniel Mainwaring, Harry Brown d'après le roman de Ernest Haycox
- Musique : Dimitri Tiomkin
- Production : William Cagney
- Société de production : William Cagney Productions et Warner Bros.
- Durée du film : 85 minutes
- Couleur : Technicolor
- Genre : western
- Date de sortie :
  - États-Unis :  4 mars 1952
- Affiche : Joseph Koutachy (France)

## Distribution
- Ray Milland : Kern Shafter
- Helena Carter : Josephine Russell
- Hugh Marlowe : Capitaine Edward Garnett
- Forrest Tucker : Donavan
- Barton MacLane : Capitaine Myles Moylan
- George Reeves : Lieuteant Smith
- James Millican : Sergent Hines
- Gertrude Michael : May
- Stuart Randall : Bannack Bill
- William 'Bill' Phillips : Tinney
- Charles Evans : Général Terry

Acteurs non crédités
- John Halloran : un passager en diligence
- Pepe Hern : un éclaireur